# Ambulyx immaculata
Ambulyx immaculata là một loài bướm đêm thuộc họ Sphingidae. Nó được tìm thấy ở Philippines.